# Adel Gholami
Adel Gholami (9 de fevereiro de 1986) é um voleibolista profissional iraniano.

## Carreira
Adel Gholami é membro da seleção iraniana de voleibol masculino. Em 2016, representou seu país na sua primeira participação no voleibol nos Jogos Olímpicos de Verão no Rio de Janeiro, que ficou em 8º lugar.